# Patrick Bussler
Patrick Bussler (Múnich, 1 de junio de 1984) es un deportista alemán que compitió en snowboard. Ganó una medalla de bronce en el Campeonato Mundial de Snowboard de 2009, en la prueba de eslalon paralelo.
Participó en tres Juegos Olímpicos de Invierno, entre los años 2006 y 2014, ocupando en Sochi 2014 el cuarto lugar en el eslalon gigante paralelo y el sexto lugar en el eslalon paralelo.

## Medallero internacional
| Campeonato Mundial | Campeonato Mundial         | Campeonato Mundial | Campeonato Mundial |
| Año                | Lugar                      | Medalla            | Competición        |
| ------------------ | -------------------------- | ------------------ | ------------------ |
| 2009               | Hoengseong (Corea del Sur) | Medalla de bronce  | Eslalon paralelo   |